# Agathirsia bicolor
Agathirsia bicolor är en stekelart som beskrevs av Pucci och Michael J. Sharkey 2004. Agathirsia bicolor ingår i släktet Agathirsia och familjen bracksteklar. Inga underarter finns listade i Catalogue of Life.